# المجموعة الفردانية I
المجموعة الفردانية I أو I-M170 أو السُّلالة I، هي مجموعة فردانيَّة بشريَّة ذكوريَّة، وتُعد مجموعة فرعية من السُّلالة IJ، والتي هي في حد ذاتها مشتقة من السُّلالة IJK. يمكن العثور على الفئتان الفرعيتان منها وهُما I1 و I2 في معظم السكان الأوروبيين الحاليين، مع بلوغ ذروتها في بعض دول شمال أوروبا وجنوب شرق أوروبا.
يبدو أن السُّلالة I قد نشأت في أوروبا، وتم العثور عليها حتى الآن في مواقع العصر الحجري القديم في جميع أنحاء أوروبا (حسب الباحث فو سنة 2016)، ولكن ليس خارجها. لقد اختلف عن السلف المشترك IJ* منذ حوالي 43000 سنة مضت (حسب كارافيت في 2008). تم العثور على أدلة مبكرة على السُّلالة J في القوقاز وإيران (حسب جونس في 2015, وفو في 2016). بالإضافة إلى ذلك، تم العثور على أمثلة حية للسلائف الفردانية IJ* فقط في إيران، بين المازندرانيين والفرس العرقيين من محافظة فارس. قد يشير هذا إلى أن السُّلالة IJ قد نشأت في جنوب غرب آسيا.
تم العثور على السُّلالة I في العديد من الأفراد الذين ينتمون إلى الثقافة الجرافيتية. توسع الجرافيتيون غربًا من الزاوية البعيدة لأوروبا الشرقية، على الأرجح روسيا، إلى أوروبا الوسطى. وهي مرتبطة بمجموعة وراثية تسمى عادة مجموعة فيشتونس.

## الأصول

انتشار البشر الأوروبيُّون الأوائل الحديثيُّون

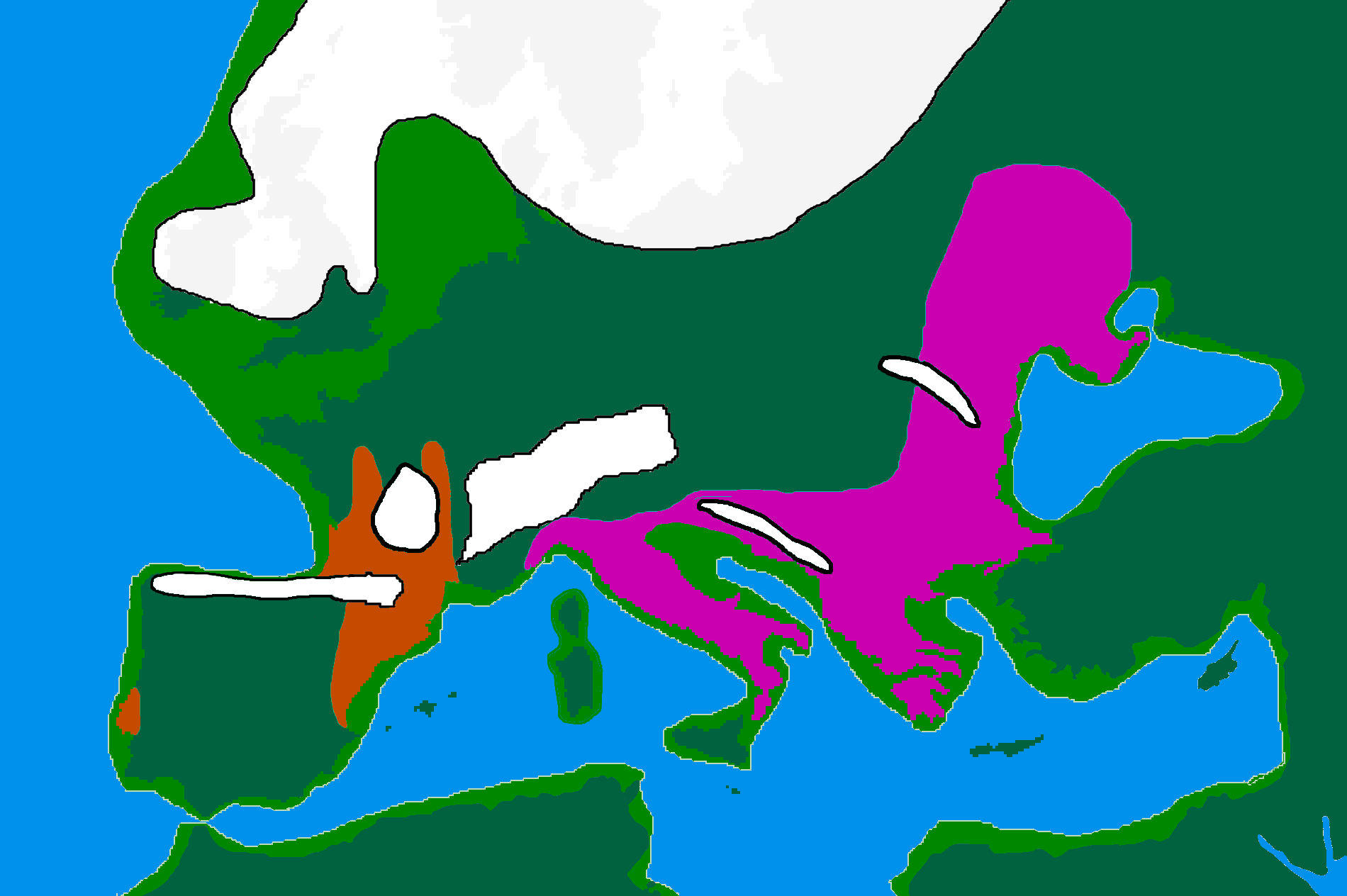
ملاجئ الذروة الجليديَّة الأخيرة الأوروبية، قبل 20 ألف سنة مضت.

تظهر الأدلة المتاحة إلى أن السُّلالة I قد سبقت في المناطق التي أصبحت فيما بعد مهيمنة بواسطة السُّلالتين K2a وC1. تم العثور على كلاهما في أقدم بقايا ذكور متسلسلة من غرب أوراسيا (التي يرجع تاريخها إلى حوالي 35 ألف إلى 45 ألف سنة مضت. أقدم عينة من السُّلالة I تم العثور عليها بفرد يعرف باسم كريمس WA3 (النمسا السفلى)، ويعود تاريخها إلى حوالي 33 ألف - 24 ألف سنة مضت. وفي نفس الموقع، تم العثور أيضًا على ولدين توأمين، تم تعيينهما للمجموعة الفردانية الأولى*.
أقدم توثيق للسُّلالة المُتفرعة I1 هو من العصر الحجري الحديث في المجر، على الرغم من أنه يجب أن يكون منفصلاً عن I2 في وقت سابق.
في إحدى الحالات، تم العثور على السُّلالة I بعيدًا عن أوروبا، بين بقايا عمرها 2000 عام من منغوليا.
تحتوي الفئة الفرعية المركبة I-M170 على أفراد ينحدرون مباشرة من الأعضاء الأوائل للسُّلالة I، ولا يحملون أيًا من الطفرات اللاحقة التي تحدد الفئات الفرعية المسماة المتبقية.
تم العثور على العديد من أفراد السُّلالة I، الذين لا يندرجون في أي فئات فرعية معروفة، بين شعب لاك في داغستان، وذلك بمعدل (3/21)، وكذلك تركيا (8/741)، وأديغيا في القوقاز (2/138) والعراق (1/176)، على الرغم من أن I-M170 يحدث بترددات منخفضة جدًا فقط بين السكان المعاصرين في هذه المناطق ككل. وهذا يتفق مع الاعتقاد بأن المجموعة الفردانية ظهرت لأول مرة في جنوب غرب أوراسيا.
هناك أيضًا ترددات عالية السُّلالة I بين قومية الأندلسيين (3/103)، والفرنسيين (4/179)، والسلوفينيين (2/55)، والتاباساريين (1/30)، والسامي (1/35).
تم أيضًا العثور على ذكر من الهزارة على قيد الحياة من أفغانستان ينتمي إلى السُّلالة I، مع استبعاد جميع الفئات الفرعية المعروفة لكل من I1 (M253) وI2 (M438).

## روابط خارجية
- Y-DNA Haplogroup I-M170 وفئاتها الفرعية من الجمعية الدولية لعلم الأنساب الجيني (ISOGG) لعام 2013
- جغرافيا كروموسوم Y السُّلالة I
- توزيعات التردد للسلالة الفردانية I وفئاتها الفرعية – مع فيديو تعليمي
- التردد والتباين I1b (الذي يعتبر الآن I2a2-M26)
- خريطة 'I1a' (تُعتبر الآن I-M253)
- خريطة 'I1b' (تُعتبر الآن I2a-P37.2)
- خريطة 'I1c' (تُعتبر الآن I2b-M223)
- إعادة تسمية شجرة السلالة I (K. Nordtvedt 2011).